# Bulbophyllum calyptratum
Bulbophyllum calyptratum (tên tiếng Anh là Hooded Bulbophyllum) là một loài phong lan.